# Wrocławski Tygodnik Katolików
„Wrocławski Tygodnik Katolików” („WTK”) – społeczno-historyczny tygodnik Stowarzyszenia PAX. Wydawany we Wrocławiu od 1953 do 1958 przez Katolickie Wydawnictwo Wrocławskie, do 1957 pod nazwą „Wrocławski Tygodnik Katolicki”.
Głównymi inicjatorami wydawania tygodnika byli: rządca archidiecezji wrocławskiej, wikariusz kapitulny, ks. infułat Kazimierz Lagosz i przewodniczący Stowarzyszenia PAX, Bolesław Piasecki.
W październiku 1958 redakcję pisma przeniesiono do Warszawy, a od 1961 jako wydawcę podawano Stowarzyszenie PAX.
W okresie wrocławskim redaktorem naczelnym pisma był m.in. Tadeusz Mazowiecki (usunięty w 1955), a w skład jego redakcji wchodzili m.in. Ignacy Rutkiewicz, Stanisław Grochowiak, Jacek Łukasiewicz, Jan Turnau.
Pierwotny nakład „WTK” wynosił 6.951 egzemplarzy, a w roku 1963 już 54.460 egzemplarzy. W latach późniejszych limitowany nakład tygodnika liczył 55.000 egzemplarzy. Był jedynym tytułem prasowym Stowarzyszenia PAX, który nie został wznowiony po stanie wojennym, choć na jesieni 1983 roku podjęto starania o reaktywowanie pisma we Wrocławiu.

## Numery specjalne
Z okazji 20. rocznicy zakończenia II wojny światowej i przypadających rok później obchodów 1000-lecia Chrztu Polski wydano trzy numery specjalne WTK.
W październiku 1965 r. ukazał się numer w języku niemieckim i polskim, skierowany do czytelników w Niemczech Zachodnich. Numer zawierał m.in. list pasterski biskupów polskich z okazji 20-lecia polskiego życia kościelnego na Ziemiach Odzyskanych, fragmenty przemówień wygłoszonych przez biskupów polskich we wrześniu 1965 r. podczas uroczystości kościelnych we Wrocławiu oraz teksty uzasadniające historycznie i prawnie przynależność Ziem Odzyskanych do Polski. Wersja w języku niemieckim została przesłana wszystkim biskupom, wielu duchownym, a także organizacjom i redakcjom katolickim w RFN. Część nakładu została skonfiskowana przez władze celne w Hamburgu na polecenie prokuratury niemieckiej.
W dniu 13 lutego 1966 r. ukazał się kolejny numer specjalny, będący źródłową dokumentacją historyczną. Poświęcony był postawie biskupów i duchowieństwa niemieckiego w czasie II wojny światowej oraz rewizjonizmowi zachodnioniemieckiemu.
Trzeci numer specjalny WTK wydany został 3 kwietnia 1966 r. Przedstawiał martyrologię duchowieństwa polskiego w okresie II wojny światowej.